# 新店镇 (营山县)
新店镇，是中华人民共和国四川省南充市营山县下辖的一个乡镇级行政单位。2019年10月，撤销法堂乡，将其所属行政区域划归新店镇管辖。

## 行政区划
新店镇下辖以下地区：
新店镇街道社区、老店村、茶盘村、石伞村、高观村、高龙村、黄柳村、蓼叶村、龙顶村、帽盒村、鲜鱼村、柳树村、暗滩村、山寨村、玄真村、飞龙村、千丘村、铧镆村和新店村，法堂村、梓坝村、石垭村、葛水村、罗宽村、大田村、玄都村和文笔村。